# A Montana Mix-Up
A Montana Mix-Up è un cortometraggio muto del 1913 diretto da Arthur Mackley

## Produzione
Il film fu prodotto dalla Essanay Film Manufacturing Company. Venne girato a Hollywood.

## Distribuzione
Distribuito dalla General Film Company, il film uscì nelle sale cinematografiche USA il 6 marzo 1913.